# Музей и картинная галерея Канберры
Музей и картинная галере́я Канберры — музей и художественная галерея в Канберре, столице Австралии. Основан 13 февраля 1998 года. Находится на Лондонском круге в Сити в центре Канберры.
Музей владеет солидной коллекцией произведений искусства и музейных объектов, относящихся к истории города и его окрестностей. Наряду с постоянной экспозицией «Отражение Канберры», которая открылась 14 февраля 2001 года, регулярно проводятся временные выставки. Среди экспонатов музея есть материалы с лесных пожаров в Канберре в 2003 году.
В нескольких галереях, занимающих двухэтажное здание, выставлены картины, фотографии и другие произведения искусства и социальной истории Канберры. На территории музея также находится медиатека. За первые пять лет галерея провела сто пятьдесят восемь выставок. Вход в галерею бесплатный.
Музей и картинная галерея Канберры по «Закону о музеях и галереях» являются административной единицей в Корпорации культурных объектов, учреждённой указом правительства. В обязанности корпорации входит охрана культурного наследия страны. Закон обязывает музей проводить выставки, общественные и образовательные программы, а также собирать, сохранять и популяризировать главные аспекты культурного наследия.